# Schlacht von Santa Lucia
Die Schlacht bei Santa Lucia am 6. Mai 1848 war ein Teil des Ersten Italienischen Unabhängigkeitskrieges. Die sardinisch-piemontesischen Truppen versuchten, die westliche Festungsfront von Verona durch einen Angriff zu durchbrechen und wurden durch die zahlenmäßig nur halb so starken österreichischen Streitkräfte unter Feldmarschall Josef Radetzky zurückgeworfen. Auf österreichischer Seite trug das II. Korps unter FML d’Aspre die Hauptlast der Abwehr.

## Vorgeschichte

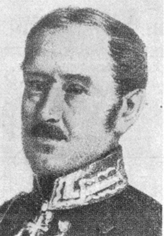
Generalleutnant Eusebio Bava, Kommandierender des sardischen 1. Korps

Nach dem missglückten Gefechten von Pastrengo am 30. April gab der österreichische Oberkommandierende in Italien, Feldmarschall Radetzky, den Gedanken ganz auf, dem Gegner den Aufgang zum Plateau von Rivoli direkt zu verwehren. Anfang Mai stand Radetzkys Armee, ohne die Garnison Veronas etwa 19.000 Mann stark, auf dem Rideau im Halbkreis westlich vor der Festung. König Karl Albert von Sardinien beabsichtigte, nach dem Erfolg seines nördlichen Flügelkorps die Übergabe der umschlossenen Festungen Peschiera und Mantua zu erzwingen. Radetzky hoffte, dass sich Peschiera noch bis in den Juni hinein halten könnte, da der Feind sein Belagerungsgerät noch nicht zur Verfügung hatte. Am Nachmittag des 5. Mai kündigte Karl Albert in seinem Quartier in Sommacampagna in Anwesenheit seiner Generäle sein nächstes Ziel an: die Besetzung der vom Feind besetzten Höhen am Rideau vor Verona. Das 1. Korps unter General Bava sollte von Villafranca und Custozza kommend, den schwächsten Punkt der Stellung – Santa Lucia – forcieren und von da aus die ganze Stellung gegen beide Flanken hin aufrollen; das 2. Korps unter General de Sonnaz, auf den von Sommacampagna und Sona untereinander parallel und senkrecht auf die Stellung führenden Straßen vorrückend, gegen den rechten Flügel des Feindes vorerst nur demonstrieren. Schon am Abend des 5. Mai meldeten Vorposten, dass sardische Kolonnen aus der Ebene von Villafranca auf den Höhen von Sommacampagna und Sona aufmarschiert waren.

## Aufmarsch der kaiserlichen Armee
Hinter einer westlich Verona vorgelagerten Vorposten-Linie, die von Corno über Camponi, Madonna di Dossobuono, Stivola, Vignial Tosi bis Ca. Rosaldo verlief, hatte sich die Hauptstellung der Österreicher zwischen Croce Bianca über San Massimo und Santa Lucia bis Roveggia etabliert. Die Vorposten hatten Anweisung, sich bei einem stärkeren feindlichen Angriff sofort auf die Hauptstellung zurückzuziehen und deren Besatzung zu verstärken. Radetzky musste zehn Bataillone (Brigade Rath und Brigade Maurer) mit etwa 11.000 Mann und 12 Kanonen in der Stadt Verona zurückhalten, der Festungskommandant FML Gerhardi musste jederzeit mit einem Aufstand der dortigen Stadtbevölkerung rechnen. Die Rideau-Stellung wurde am linken Flügel vom I., am rechten Flügel durch das II. Korps verteidigt.
Das I. Korps unter FML Wratislaw deckte die Linie von Roveggia über Chioda, Santa Lucia bis Pellegrino. Die Brigaden Clam-Gallas und Strassoldo lagen am Rideau von Tombetta bis Santa Lucia; die Kavallerie-Brigade Simbschen stand als Reserve am Glacis der Festung. Die Kavallerie-Brigade Schaffgotsche verblieb im Lager vor der Porta Vescovo. Weitere 13 Bataillone des I. Korps (Brigade Wohlgemuth und Brigade Erzherzog Sigismund) hielten nördlich davon die Etschlinie in defensiver Stellung. Die Brigade Wohlgemuth sicherte an der Etsch bei Tanti Baleoni; die Brigade Erzherzog Sigismund stand in Parona.

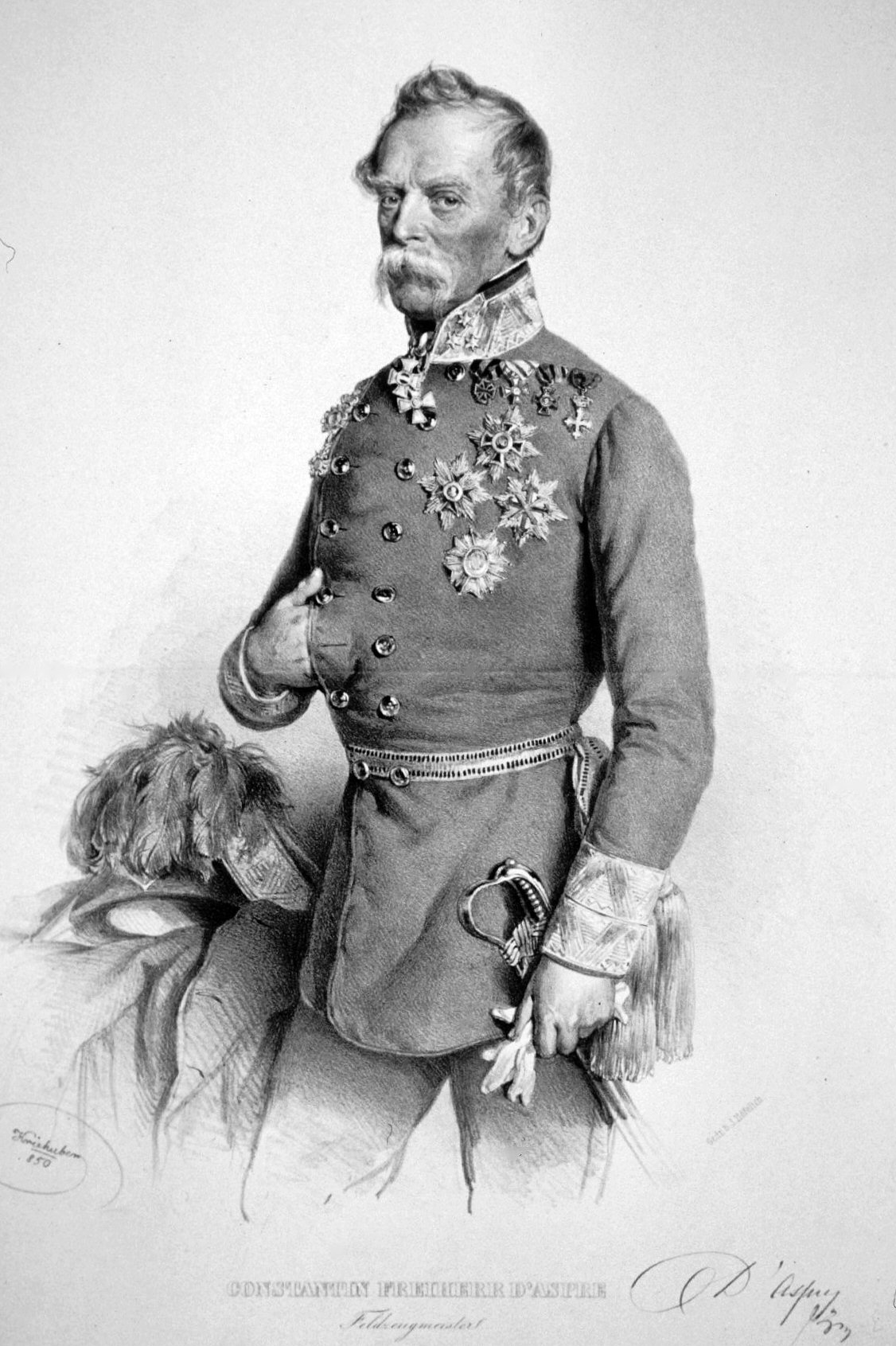
FML Konstantin d'Aspre führte die Verteidigung bei Croce Bianca

Das II. Korps unter FML d´Aspre führte am Rideau von Santa Lucia bis Chievo mit den Brigaden Gyulay, Liechtenstein und Taxis. Das II. Korps hielt mit der Brigade Gyulay den Ort San Massimo, mit der Brigade Strassoldo das Dorf Santa Lucia und mit der Brigade Clam-Gallas Tombetta besetzt. Im Zentrum bei Croce Bianca verteidigte die Brigade Friedrich Liechtenstein, am äußersten rechten Flügel nach Süden bis Chievo folgte im Anschluss die Brigade Taxis. Die Linie war für die Verteidigung durch Infanterie gut vorbereitet und konnte durch eine gut verteilte Artillerie wirksam unterstützt werden. Das Gros der Brigade Friedrich Liechtenstein war vor Croce Bianca aufgestellt, hier kommandierte auch der Korpsführer d´Aspre persönlich. Die Brigade Gyulai hielt die Gehöfte Cava und Colombara besetzt und hielt bei Pellegrino Verbindung mit der südlicher stehenden Brigade Strassoldo des I. Korps.

## Die Schlacht am 6. Mai
Am 6. Mai um 7 Uhr früh begann der Anmarsch des sardisch-piemontesischen Heeres mit insgesamt 51 Bataillonen, 36 Schwadronen und 82 Kanonen, zusammen etwa 45.000 Mann. Im eigentlichen Kampf mit den Kaiserlichen standen davon etwa 33 Bataillone mit 28.000 Mann und 66 Kanonen. Das sardische 1. Korps rückte aus der Linie Villafranca und Custozza, das 2. Korps von den Höhen zwischen Sona und Sommacampagna auf das westliche Vorfeld von Verona vor.
Zur Verteidigung der Rideaustellung verfügte Feldmarschall Radetzky über 5 Brigaden (anfangs lagen nur 13 Bataillone mit 63 Geschützen, am Nachmittag lagen über 19.000 Mann im Gefecht). Radetzky beobachtete das Kampfgeschehen von der Bastei San Spirito aus, der anwesende spätere österreichische Kaiser Erzherzog Franz erhielt als Beobachter im folgenden Gefecht seine Feuertaufe.

### Der Kampf am Vormittag
Um 9 Uhr wurden die österreichischen Vorposten zwischen Nova und Camponi angegriffen und zogen sich auf die Gefechtsstellung von Santa Lucia zurück. Zuerst griff die sardische 1. Division an, ihre Angriffspunkte wurden Croce Bianca im Norden, San Massimo in der Mitte und das Dorf Santa Lucia im Süden. Die Artillerie stand vor ihrer Mitte, dahinter die Infanterie und die Kavallerie auf beiden Flügeln. Am linken Flügel griff die 3. Division (General Mario Broglia di Casalborgone) mit der Brigade Savoyen und Savona gegen Croce Bianca, in der Mitte die 1. Division (General Federico Millet d’Arvillars) mit der Brigade Aosta und Regina gegen San Massimo und Santa Lucia, am rechten Flügel die 2. Division (General Vittorio Garretti di Ferrere) mit der Brigade Acqui und Casale unter Generalmajor Marquis Giuseppe Passalacqua aus den Raum Villafranca nach Nordosten zum Rideau vor. Als Reserve stand die Garde-Brigade unter dem Herzog von Savoyen und dahinter die Brigade Cuneo bereit. Weitere 8000 Soldaten – die 5. Division (General Giovanni Battista Federici, später Michele Bes) zernierte derweil weiter nördlich mit den Brigaden Pinerolo und Piemont die Festung Peschiera.

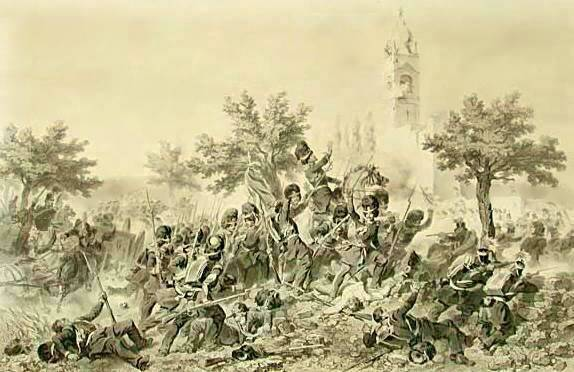
Kampf um den Kirchhof von Santa Lucia

Die Division FML Karl Schwarzenberg lag im Brennpunkt des Angriffes: die Brigade Clam–Gallas stand bei Tombetta, die Brigade Strassoldo hielt Santa Lucia, das Dorf wurde von zwei Jäger-Kompanien des Oberst Kopals verteidigt, das Grenadierbataillon d´Anthon stand dahinter als Reserve. Das kaiserliche II. Korps lag nördlicher mit der Division FML Fürst Friedrich Hannibal von Thurn und Taxis in Verteidigung: die Brigade Gyulai verteidigte bei San Massimo, die Brigade Friedrich Liechtenstein hielt bei Croce Bianca, die Brigade Taxis und die Kavallerie-Brigade Simbschen deckten mit 3 Bataillonen, 7 Eskadronen und 12 Kanonen teilweise am Glacis von Verona die Linie zwischen Chievo und der Festung.
Gegen 10 Uhr erfolgte ein mit Schwung geführter Angriff der sardischen Brigade Aosta auf Santa Lucia. FML Wratislaw befand sich eben in Parona zur Besichtigung der Verteidigungsarbeiten am linken Etsch-Ufer, als ihm der Kanonendonner den Beginn der Schlacht verkündete. Sofort begab er sich nach Santa Lucia, um seine Truppen zu organisieren. Am linken Flügel griff auch die Brigade Savona in den Kampf ein.
Die Brigade Strassoldo hielt sich hier mit zwölf Kompanien gegen drei feindliche Brigaden. Das Dorf war bis Pellegrino hin vom 10. Jäger-Bataillon unter Oberst Kopal besetzt. Die Jäger hatten die Kirche, rechts davon den mit einer Mauer umschlossenen Kirchhof und den flankierenden Steindamm besetzt. Sie wurden zuerst angegriffen und hielten durch Artillerie gut gedeckt, mit 2 Bataillonen über drei Stunden lang gegen drei feindliche Brigaden stand.

### Der Kampf am Nachmittag
Gegen 12.30 Uhr setzte General Bava zum neuen Generalangriff auf Santa Lucia an: die Division Broglia führte die Garde-Brigade und einen Teil der Brigade Regina am linken Flügel nach vorn, in der Mitte die Brigade Aosta, und rechts die Brigade Casale unter Generalmajor Passalacqua.
FML Fürst Schwarzenberg erteilte zwei Kompagnien des Bataillons Prohaska den Befehl zum Vorrücken, er stellte das Gefecht wieder her, konnte aber aus Mangel an Reserven den Erfolg nicht ausnützen. Unterdessen griffen die Sarden auch gegen Croce Bianca heftig an, wurden aber mit heftigsten Feuer empfangen; ihre Kolonnen wurden unter großem Verlust zurückgewiesen.
Gegen 13 Uhr mussten Kopals Jäger wegen eines umfassenden Manövers der Sarden zurückweichen und die Dörfer Pellegrino und Santa Lucia räumen. Der Verlust von Santa Lucia zwang auch die an ihrer Flanke entblößte Brigade Clam-Gallas zum Rückzug hinter den Rideaurand. Nachdem Santa Lucia nach heißem Kampfe in den Besitz der Sarden gelangt war, versuchten diese auch zwischen diesem Punkte und San Massimo bis zum Rideau vorzudringen.

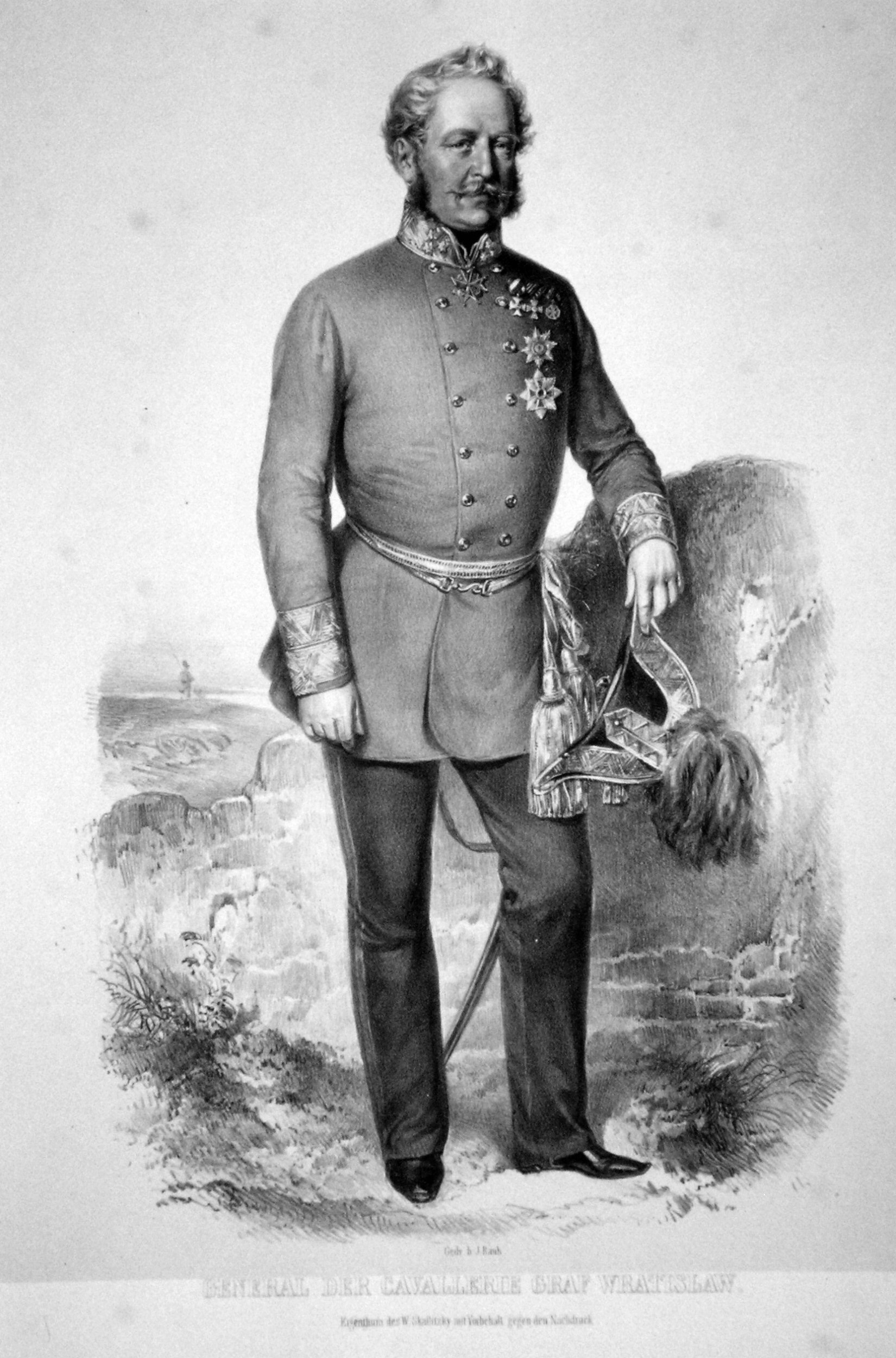
FML Graf Wratislaw, dessen Truppen Santa Lucia zurückerobern konnten

Ebenfalls gegen 13 Uhr griff auch die sardische 3. Division unter Generalleutnant Graf Broglia mit den Brigaden Savona und Savoyen die Dörfer Croce Bianca und San Massimo heftig an; wurde aber von den Brigaden Gyulai, Liechtenstein und Taxis zweimal unter großem Verlust zurückgeschlagen. Broglia nahm die Brigade Savona wieder zurück, das Gefecht blieb vorläufig auf Artillerie-Feuer beschränkt. Der bei Croce Bianca schwer bedrängte FML d ´Aspre fragte beim Oberkommandierenden Radetzky an, ob er mit seinen Truppen auf die Festung zurückgehen könnte. Radetzky gebot aber weiterhin auszuhalten und brachte durch den Festungskommandanten Veronas, FML Gerhardi, etwa neun Bataillone aus der Reserve zusammen und warf sie an die bedrängte Schlachtfront.
Gegen 14 Uhr rang die Division unter FML Schwarzenberg mit der Brigade Strassoldo, dem 10. Jäger-Bataillon und einem Grenadierbataillon d'Anthon hinter Santa Lucia um den Erhalt der zweiten Rideaustellung. Nach dem Eintreffen des Bataillons Geppert versuchte die Division Schwarzenberg die Wiedereroberung des verlorenen Dorfes Santa Lucia. Generalmajor Graf Clam-Gallas formierte zwei Angriffs-Kolonnen zum Gegenangriff, eine über Palazzo und Colombara gegen den rechten Flügel des Feindes, die andere hatte Anweisung über Roveggia vorzugehen. Die Brigade Strassoldo, welche ihren Angriff in die rechte Flanke des Gegners abwartete, wurde an ihrer linken Flanke durch starkes Feindfeuer überrascht, wobei Generalmajor Baron Ulysses Anton von Salis-Soglio und Oberstleutnant Kirchner schwer verwundet wurden. Nun griffen die Sarden auch den östlich von Santa Lucia gelegenen Teil der intakten Stellung der Brigade Strassoldo bei Chioda an, wo sich ein italienischstämmiges Regiment der Brigade Erzherzog Sigismund zwar trefflich schlug, aber schließlich doch zurückgehen musste.
Als Radetzky seinen linken Flügel zurückgedrängt sah, wurden der bedrängten Brigade Clam-Gallas zwei weitere Bataillone als Verstärkung gesandt.
Das kaiserliche II. Korps hatte gemäß Radetzkys Befehl um 16 Uhr seinen Gegenangriff mit seiner gesamten Artillerie – 36 Geschütze – eingeleitet. Der linke Flügel Karl Alberts vor Croce Bianca wurde dadurch zurückgeworfen und musste auch das in Trümmer geschossene Dorf Santa Lucia an seinem südlichen Flügel wieder räumen. Um 16.30 Uhr mussten sich die Piemontesen auf ihre Ausgangslinie vor Mittag zurückziehen. Karl Albert hatte sich von der Unausführbarkeit eines Frontalangriffs auf die Festung Verona überzeugt, er hatte vergeblich auf Unterstützung von Seite der italienischen Einwohner Veronas gewartet. Nach dem Scheitern seiner Brigade Savona hatte er den Rückzug angeordnet, den die Brigade Cuneo zu decken hatte.
Die Division Schwarzenberg befand sich wieder im Besitze ihrer am Morgen innegehabten Stellung; ihre Vorposten verblieben bei Einbruch der Dunkelheit aber näher am Rideau herangezogen.
Nach 17 Uhr hatte auch Feldmarschall-Leutnant Baron d'Aspre die Mitteilung von der Wiederbesetzung Santa Lucias erhalten, worauf seine Truppen gleichfalls wieder vorgingen. Generalmajor Fürst Friedrich Liechtenstein hatte durch seine Anordnungen bei Croce Bianca den Erfolg des feindlichen Hauptangriffes vereitelt. Als der Gegner überall zurückgegangen war, bezog die österreichische Armee ihre alte Linie wieder. Wäre das unübersichtliche Terrain besser übersehbar gewesen, hätte man die Panik beim Gegner vielleicht ausnützen und eine wirksame Verfolgung ansetzen können.

## Bilanz und Folgen
Der erste taktische Sieg der Österreicher in diesem Feldzug gab den Kaiserlichen ihr Selbstvertrauen zurück. Am Ende des Tages hatten die Sarden 110 Tote und 776 Verletzte gegenüber 72 Toten, 190 Verwundeten und 87 Gefangenen bei den Österreichern. Die Verluste der sardischen Armee betrafen besonders die im Gefecht gestandenen Brigaden Aosta, Savoyen und Savona. Unter den Gefallenen war Oberst Caccia, Kommandant des 5. Regiment der Brigade Aosta. Bei den Österreichern hatten das 10. Jägerbataillon und die Erzherzog Sigismund Infanterie die schwersten Verluste, General Graf Ulysses von Salis-Soglio und Oberstleutnant von Leutzendorf starben wenige Tage später an ihren Verwundungen.
Die Schlacht von Santa Lucia war der erste Sieg der österreichischen Waffen in diesem Feldzug, er wurde gegen eine starke Übermacht erreicht, wurde aber infolge der noch unbeseitigten Gefahren im Hinterland und zu weniger Reserven nicht genutzt. Karl Albert zog Verstärkungen der toskanischen und neapolitanischen Truppen heran und schritt am 29. Mai westlich von Mantua zum erneuten Gegenangriff. Die italienischen Verbündeten banden die Österreicher bei Curtatone und Montanara, während das sardische 1. Korps einen österreichischen Umfassungsangriff bei Goito abwehren konnte. Infolge dieses Erfolges gelang es, auch die Festung Peschiera durch Aushungern zur Übergabe zu bringen.